# Колутон (река)

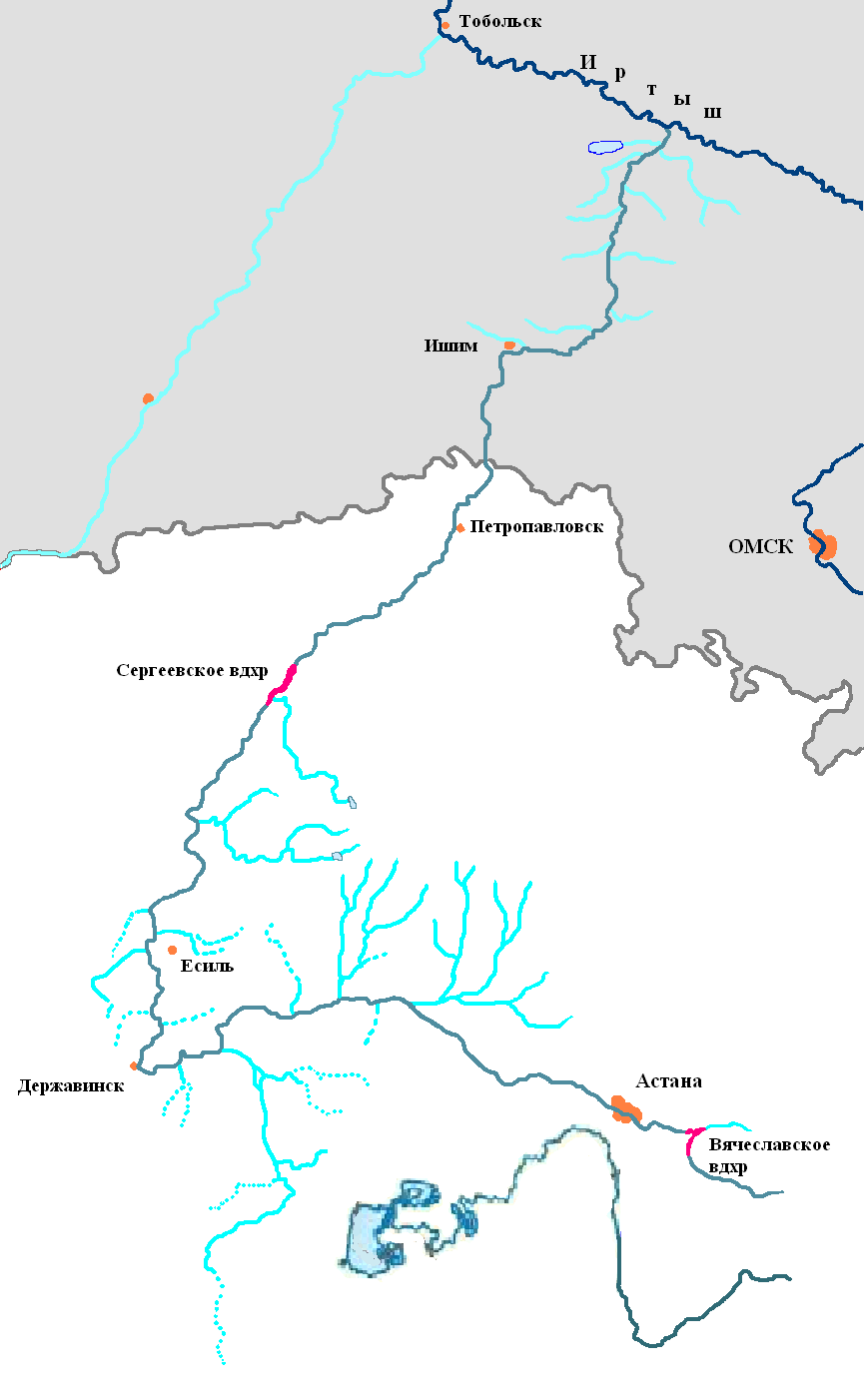
Бассейн Ишима

Колутон (каз. Қалқұтан) — река в Акмолинской области Казахстана, правый и наиболее крупный приток Ишима (бассейн Оби). Входит в Ишимский водохозяйственный бассейн Республики Казахстан.

## Течение
Берёт начало на юге Макинской возвышенности. Общее направление течения с востока на запад. Впадает в реку Ишим с правой стороны. Крупные притоки: Талкара, Баксук (171 км), Аршалы(~ 220 км) (правые).

## Водный режим
Сток реки имеет сильно выраженную сезонную и многолетнюю неравномерность. Расходы воды в разные годы могут различаться в десятки и сотни раз, что значительно осложняет хозяйственное использование ресурсов реки.

## Населённые пункты
Наиболее крупные: Новорыбинка, Новокубанка, Петровка, Оксановка, Ягодное, Старый Колутон, Колутон.